# Miguel Delgado Galindo
Miguel Delgado Galindo (* 22. Mai 1963 in Barcelona) ist ein spanischer römisch-katholischer Geistlicher und Kirchenrechtler.

## Leben
Miguel Delgado Galindo wurde 1985 Mitglied des Opus Dei. Delgado Galindo absolvierte ein Jurastudium an der Autonomen Universität Barcelona. Danach arbeitete er als Anwalt und in verschiedenen Behörden der katalanischen Regierung. Ab 1991 studierte Miguel Delgado Galindo Philosophie, Katholische Theologie und Kanonisches Recht an der Päpstlichen Universität Santa Croce in Rom. 1996 wurde er dort im Fach Kanonisches Recht promoviert. Delgado Galindo empfing am 15. September desselben Jahres in der Basilica di Sant’Eugenio in Rom das Sakrament der Priesterweihe für die Personalprälatur Opus Dei.
Nach der Priesterweihe kehrte Miguel Delgado Galindo nach Spanien zurück, wo er in der Pfarrseelsorge tätig war. 1999 trat er in den Dienst der römischen Kurie ein und wurde Assessor im Päpstlichen Rates für die Laien. Später wirkte Delgado Galindo als Büroleiter der Sektion für die Geistlichen Gemeinschaft. Am 27. Mai 2004 verlieh ihm Papst Johannes Paul II. den Ehrentitel Kaplan Seiner Heiligkeit und bestellte ihn zum Leiter der kirchenrechtlichen Abteilung des Päpstlichen Rates für die Laien.
Papst Benedikt XVI. ernannte ihn am 18. Juni 2011 zum Untersekretär des Päpstlichen Rates für die Laien. Diese Tätigkeit übte Delgado Galindo bis zur Auflösung des Päpstlichen Rates für die Laien am 1. September 2016 aus. Anschließend wurde er Mitarbeiter des neu gegründeten Dikasteriums für Laien, Familie und Leben. Seit 1. November 2009 ist Miguel Delgado Galindo zudem als Pfarrvikar in der römischen Pfarrei Sant’Eugenio tätig.

## Schriften
- El domicilio canónico. Ediciones Universidad de Navarra, Barañáin 2006, ISBN 84-313-2380-9 (spanisch).
- Movimenti ecclesiali, ministero petrino e apostolicità della Chiesa. Edizioni Vivere In, Monopoli 2007, ISBN 978-88-7263-277-2 (italienisch).
- Charismes, mouvements ecclésiaux et associations de fidèles. Wilson Lafleur, Montreal 2014, ISBN 978-2-89689-153-5 (französisch).